# Ildo Berté
Ildo Berté é um empresário e ex-garçom nascido em Nova Bréscia, Rio Grande do Sul. É reconhecido como "o garçom mais querido" e um dos garçons mais populares de Porto Alegre por conta de sua forte relação com a Lancheria do Parque, onde trabalhou quase 20 anos, e com a cultura local. Com status de estrela diante dos porto-alegrenses, Ildo recebeu diversas homenagens de clientes da Lancheria do Parque no momento de sua despedida do restaurante, em 2015, e recebeu multidões na inauguração de seu próprio restaurante, a Lanchera do Ildo, também no bairro Bom Fim, em 2019.

## Lancheria do Parque

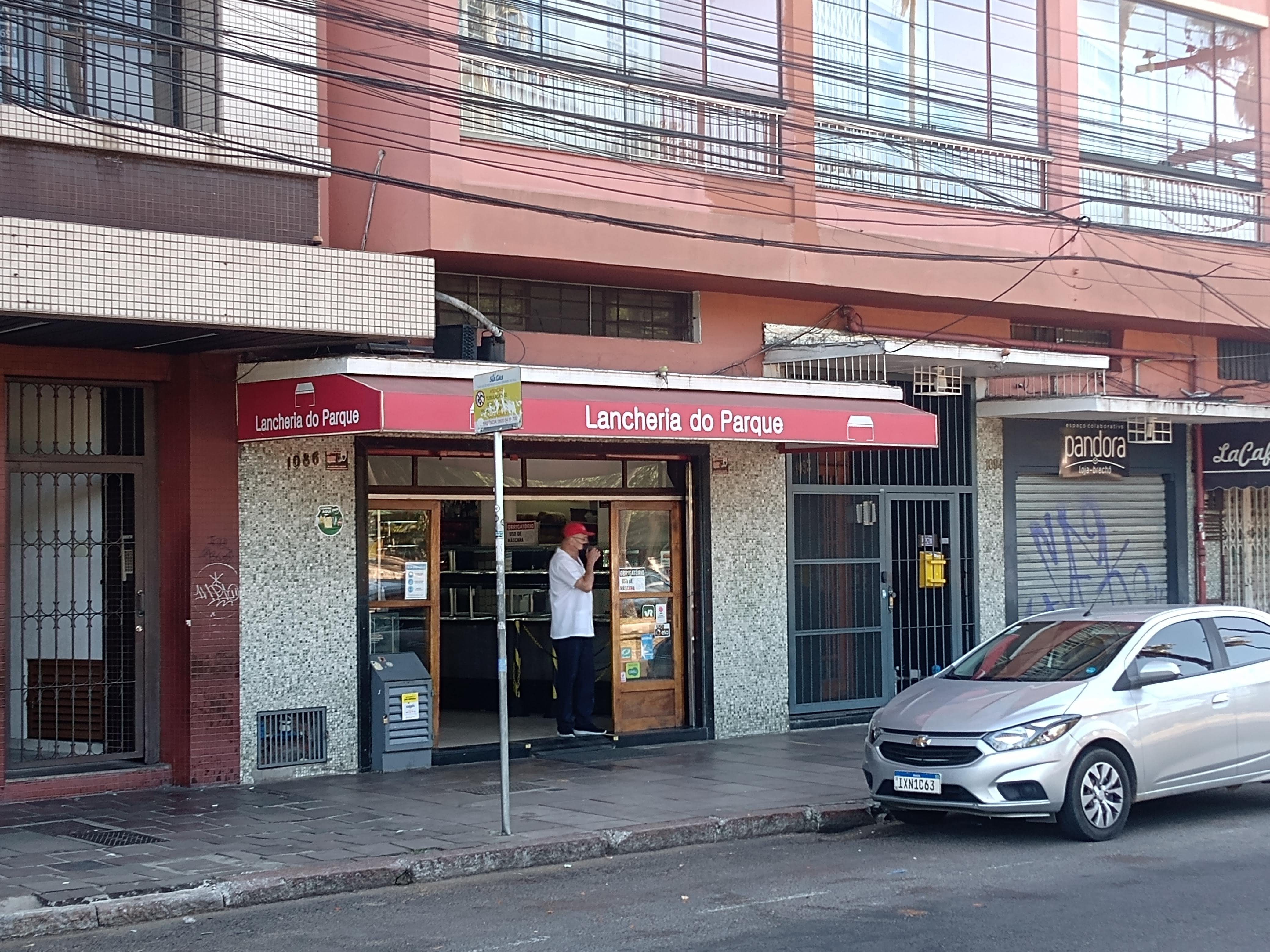
Lancheria do Parque

Ildo começou a trabalhar na Lancheria do Parque nos anos 90, depois de ter trabalhado em uma cafeteria de alto padrão no centro de Porto Alegre. Algum tempo depois, seu Ivo, dono do restaurante, ofereceu sociedade a ele.
Depois de trabalhar por quase 20 anos no restaurante, um dos mais tradicionais de Porto Alegre, Ildo decidiu despedir-se do negócio em 2015 para aproveitar melhor sua família e passar mais tempo com seu filho mais velho, que se praparava para viver no Canadá. Na época, também relatou estar se preparando para escrever um livro de histórias coletadas durante sua passagem pelo restaurante.
Na ocasião, sua despedida foi motivo de comoção na cidade e mais de 3 mil pessoas confirmaram presença no evento, marcado no Facebook. Entre as marcas que Ildo deixou nos clientes da Lancheria do Parque estão o atendimento personalizado, por saber exatamente o que cada cliente costumava pedir, o status de estrela e a fama de "o garçom mais querido". Ele foi substituído pelo sobrinho, Anderson Berté.
Em 2016, devido ao afastamento de um dos garçons da Lancheria por conta de um problema de saúde, voltou a trabalhar por 15 dias em sua substituição. Nestes dias em que esteve de volta clientes e colegas tentaram convencê-lo a ficar definitvamente por conta do carinho e identificação com o local. Em entrevista ao GZH, clientes relataram ter atravessado a cidade apenas para ver Ildo de volta ao trabalho. E a despedida final só ocorreu em 2018.

## Lanchera do Ildo
A Lanchera do Ildo foi aberta em 2019, também no bairro Bom Fim. A escolha do local não foi por acaso, já que foi no Bom Fim que Ildo ganhou reconhecimento e construiu sua história. O local pequeno tomou como inspiração os bares do Rio de Janeiro e foi construído com a intenção de que os clientes se sintam acolhidos e sejam bem recebidos pelos atendentes. Já o nome foi escolhido em homenagem à Lancheria do Parque e o apelido carinhoso que recebeu dos frequentadores: "lanchera", também como uma forma de preservar a identidade do bairro do Bom Fim.
No dia 16 de junho de 2019, o dia da inauguração do restaurante, uma multidão aglomerou-se em frente ao estabelecimento, na esquina entre as ruas João Telles e Henrique Dias.Em março de 2023, foi um dos personagens escolhidos para estampar o Muro da Mauá, em Porto Alegre.

### Mudança de local
Em fevereiro de 2025, a Lanchera do Ildo mudou-se para um lugar três vezes maior, na mesma rua: o Clube Hebraica.